# Perverted-Justice.com
Perverted-Justice (també conegut com a "PeeJ") és una organització dedicada a denunciar adults que intenten contactar amb menors per realitzar trobades de tipus sexual. El lloc utilitza a voluntaris que es fan passar per adolescents de tots dos sexes amb edats entorn dels 13 o 14 anys, parlen amb adults interessats a intercanviar fotos en línia i intenten arreglar cites en les quals se suposa que es trobaran. Els voluntaris són en realitat adults que recopilen proves de comportaments il·legals amb la finalitat d'atrapar a aquestes persones. La informació recopilada és col·locada en el lloc web i pot ser consultada després per qualsevol.

## Història
L'organització i el lloc web van ser creats l'any 2002 per Phillip J. Eide (qui utilitza el pseudònim de Xavier Von Erck). En participar en sales de xat en la seva localitat, Portland (Oregon, Estats Units), Eide va observar el que va considerar massa adults intentant localitzar a menors. Fins a l'any 2003, el lloc observava únicament llocs a l'àrea de Portland. Fins al juny del 2004 aconseguiren 264 detencions als Estats Units, així com una gran quantitat de condemnes menors, en col·laboració amb les policies locals de tot el país. Al setembre de 2004, se li dona crèdit per contribuir al rescat d'una dona segrestada.

## Assoliments
El lloc web ha aconseguit condemnes a 37 estats: Alabama, Arizona, Arkansas, Califòrnia, Colorado, Connecticut, Florida, Geòrgia, Idaho, Illinois, Indiana, Kansas, Kentucky, Louisiana, Maryland, Massachusetts, Míchigan, Minnesota, Mississipi, Missouri, Nebraska, Nevada, Nova Hampshire, Nova York, Carolina del Nord, Dakota del Nord, Ohio, Oklahoma, Oregon, Pennsylvania, Rhode Island, Carolina del Sud, Texas, Utah, Virginia, Washington i Wisconsin. Ja han aconseguit 221 condemnes fins al 18 d'agost de 2007. També fan seguiment a casos en molts estats. Els responsables del lloc esmenten que la majoria d'aquestes condemnes representen casos que en general no són seguits pels mitjans de comunicació, però que han sucitat un seguiment intens per part dels voluntaris de l'espai. També, segons els responsables del lloc, ha calgut temps per aconseguir la confiança de les policies, però que actualment són l'organització més gran als Estats Units que combat la pedofília en línia.

## Forma de treball
La veritable acció del lloc es duu a terme en el fòrum electrònic de Perverted-justice.com. Una vegada es detecta la presència d'un depredador sexual, entra en escena un fals nen, mentre que milers de membres són alertats i intenten descobrir la seva identitat i donar-la a conèixer.
El fòrum té regles molt estrictes, atès que està orientat a no experts en computació, que normalment s'excedeixen en els seus comentaris. Normalment el moderador modifica o esborra missatges que no van amb les regles d'etiqueta del lloc.
Existeix també un àrea de supervivència on persones que han estat víctimes d'abús sexual poden rebre i compartir comentaris, consells i una mica de suport moral.

## Controvèrsia
Alguns crítics del lloc han expressat la seva preocupació o la seva oposició a les tàctiques utilitzades per Perverted-justice.com. Per la seva banda, els responsables del lloc argumenten que la majoria de les crítiques venen de fora dels Estats Units o de defensors de la pedofília i que ells només són una organització que prefereixi fer alguna cosa en lloc de deixar que els depredadors sexuals actuïn impunement, i que els seus èxits en condemnes mostren que la seva acció té impacte.

### Arguments a favor del lloc web
Els qui defensen el lloc argumenten que els visitants tenen l'oportunitat de llegir les converses en les trobades en línia, i decidir de manera informada quines són les seves intencions. En cada cas s'esmenta si la persona identificada com a depredador sexual potencial ha estat contactada per telèfon, si ha estat vista en llocs determinats o si ha tingut una entrevista en persona. Això permet descartar que la persona hagi usurpat la identitat d'un altre en realitzar els seus comportaments, atès que el número de telèfon (juntament amb altres elements) és un dels millors identificadors d'una persona. Addicionalment, qualsevol persona exposada per aquest lloc té l'oportunitat de respondre als seus acusadors, i en algun cas d'enfrontar-se als seus actes i demanar disculpes pel seu comportament. En alguns casos, de manera excepcional, s'ha eliminat del lloc la informació d'una persona, després que aquesta ha demostrat haver rebut ajuda psicològica. Experts en dret han assegurat en entrevistes que la forma d'actuar del lloc web és legal. D'altra banda, el lloc web ha rebut agraïments del Departament de Justícia i de policies locals en diverses ocasions.
Els administradors del lloc aclareixen que el lloc:
- No inicia contactes en línia,
- No inicia recerques basant-se en dades d'usuaris anònims, per evitar l'ús del lloc web per a propòsits de venjança d'algun tipus,
- Quan troben comportaments delictius els transmeten a la policia,
- Col·laboren amb altres organitzacions d'usuaris amb objectius similars o compatibles.

### Crítiques
Una de les majors protestes contra l'organització és el no respecte al dret a la privacitaat. Perverted-Justice mostra fotos i dades, números de telèfon, adreces de correu, àlies usats, llocs d'estudi o treball, etc., de persones que han estat trobats intentant seduir a menors a través d'Internet, mentre que els voluntaris participants són protegits per l'anonimat. Els crítics del lloc estimen que són molt altes les possibilitats que una persona innocent sigui acusada en aquest lloc web, ja que, especialment, no és tan difícil robar una identitat a Internet. D'entre les persones o organitzacions més crítiques al lloc hi trobem: Parry Aftab, Wiredsafety.org (anteriorment Cyberangels); Peter Carr de Chatmag.com; Julie Posey i Lee Tien, Electronic Frontier Foundation.
També es qüestiona la legalitat de les pràctiques utilitzades pels voluntaris de l'organització en atrapar algú. No obstant això, només hi ha hagut un cas a justícia contra el lloc, i va ser desestimat per un jutge. Uns altres argumenten que el que es fa és ensenyar als depredadors sexuals a ser més acurats.